# David Peterka
David Peterka (21 de febrero de 2006) es un deportista checo que compite en ciclismo en la modalidad de pista. Ganó una medalla de bronce en el Campeonato Europeo de Ciclismo en Pista de 2025, en la prueba de 1 km contrarreloj.

## Medallero internacional
| Campeonato Europeo | Campeonato Europeo       | Campeonato Europeo | Campeonato Europeo |
| Año                | Lugar                    | Medalla            | Competición        |
| ------------------ | ------------------------ | ------------------ | ------------------ |
| 2025               | Heusden-Zolder (Bélgica) | Medalla de bronce  | 1 km contrarreloj  |